# Morkūnas
Morkūnas ist ein litauischer männlicher Familienname, abgeleitet von Morkus. 

## Weibliche Formen
- Morkūnaitė (ledig)
- Morkūnienė (verheiratet)

## Personen
- Albinas Morkūnas (* 1944), Politiker,  Leiter  der litauischen Grünenpartei
- Donatas Morkūnas (* 1957), Politiker, Mitglied des Seimas
- Julius Morkūnas, Politiker, Vizeminister
- Kazys Morkūnas  (1925–2014),  Glasmaler